# Pôle universitaire Léonard-de-Vinci
Il Pôle universitaire Léonard de Vinci è un cluster universitario francese situato a La Défense.
Il Polo universitario Leonardo da Vinci, un istituto di istruzione superiore, è stato creato nel 1995 su iniziativa del consiglio generale dell'Hauts-de-Seine, allora diretto da Charles Pasqua: è quindi spesso soprannominato colloquialmente “Fac Pasqua”. era un'istruzione superiore francese privata. Inizialmente era finanziata principalmente con fondi pubblici. Il cluster è ora gestito dall'Associazione Leonardo da Vinci (ALDV) e non riceve più alcun sussidio dall'Hauts-de-Seine. Il PULV è stato gestito da Pascal Brouaye dal 2012 ed è certificato EESPIG dal 10 gennaio 2018.